# Meovv
Meovv (hangul: 미야오) – południowokoreański girlsband, utworzony i zarządzany przez wytwórnię The Black Label. Grupa składa się z pięciu członkiń: Sooin, Gawon, Anny, Narin i Elli. Zadebiutowały 6 września 2024 roku, wydając cyfrowy singiel „Meow”.

## Historia zespołu

### Przed debiutem
Większość członkiń Meovv miała wcześniejsze doświadczenie w branży rozrywkowej, modelingu, muzyce i tańcu, zanim zostały przyjęte do The Black Label. Amerykańska modelka Ella Gross rozpoczęła karierę w wieku dwóch lat i była twarzą wielu kampanii modowych, takich jak Zara, H&M i GAP. Gawon była byłym trainee YG Entertainment i byłą modelką, która występowała w reklamach Adidasa. Japońska członkini, Anna Tanaka, rozpoczęła swoją karierę jako modelka dziecięca i była ekskluzywną modelką magazynu Seventeen od października 2019 do grudnia 2021 roku.
W marcu 2024 roku agencja ogłosiła plany debiutu nowej dziewczęcej grupy w pierwszej połowie 2024 roku. W tym samym miesiącu ujawniono, że The Black Label złożyło wniosek o rejestrację znaku towarowego „Méovv” w różnych kategoriach, co sugeruje jego potencjalne wykorzystanie dla nowego girlsbandu.

### 2024–obecnie: Debiut
16 sierpnia 2024 roku The Black Label uruchomiło oficjalne konta w mediach społecznościowych i opublikowało animowane zwiastuny swojej pierwszej grupy dziewczęcej. W tych zwiastunach pokazano również duże czarne okrycie zdejmowane z budynku, odsłaniając pięć gigantycznych czarnych kotów siedzących na szczycie, co sugerowało możliwą liczbę członkiń grupy. 19 sierpnia The Black Label opublikowało specjalny zwiastuny na Twitterze, ogłaszając, że agencja opublikuje nowe treści 21 sierpnia. Tego samego dnia na oficjalnym kanale YouTube The Black Label pojawiło się wideo o Elli Gross, czyniąc ją pierwszą ujawnioną członkinią Meovv. Gawon została ujawniona 23 sierpnia, a Sooin dwa dni później. Następnie, 27 sierpnia, ujawniono Annę, a 29 sierpnia Narin. Po tych ujawnieniach The Black Label ogłosiło, że Meovv podpisały kontrakt partnerski z Capitol Records przed debiutem.
Zwiastun i plakaty, przedstawiające wszystkie pięć członkiń, zostały opublikowane 4 września 2024 roku, wraz z ogłoszeniem premiery debiutanckiego cyfrowego singla grupy, „Meow”. 6 września singiel został wydany wraz z teledyskiem. Drugi singiel grupy, „Toxic”, ukazał się 18 listopada.
Pierwszy minialbum grupy Meovv, My Eyes Open VVide, został ogłoszony 14 kwietnia 2025 roku. Utwór z tego minialbumu, „Hands Up”, został przedpremierowo wydany 28 kwietnia i zapewnił grupie pierwsze zwycięstwo w programie muzycznym od czasu debiutu — w M Countdown 8 maja. Główny singiel z albumu, „Drop Top”, ukazał się wraz z całą płytą 12 maja.

## Członkinie
| Pseudonim   | Pseudonim | Prawdziwe imię             | Data urodzenia    |
| Latynizacja | Hangul    | Prawdziwe imię             | Data urodzenia    |
| ----------- | --------- | -------------------------- | ----------------- |
| Sooin       | 수인      | Kim Soo-in (kor. 김수인)   | 12 kwietnia 2005  |
| Gawon       | 가원      | Lee Ga-won (kor. 이가원)   | 27 kwietnia 2005  |
| Anna        | 안나      | Tanaka Anna (jap.田中杏奈) | 17 listopada 2005 |
| Narin       | 나린      | Na Rin (kor. 나린)         | 15 sierpnia 2007  |
| Ella        | 엘라      | Ella McKenzie Gross        | 1 grudnia 2008    |

## Dyskografia

### Minialbumy
| Rok  | Dane dot. albumu                                                                                                 | Najwyższa pozycja | Najwyższa pozycja | Najwyższa pozycja | Sprzedaż                    |
| Rok  | Dane dot. albumu                                                                                                 | KOR (Circle)      | JPN (Oricon)      | US World Albums   | Sprzedaż                    |
| ---- | --- | ----------------- | ----------------- | ----------------- | --------------------------- |
| 2025 | My Eyes Open VVide - Wydany: 12 maja 2025 - Wytwórnia: The Black Label - Format: CD, digital download, streaming | 4                 | 50                | 4                 | - KOR: 226 453+ - JPN: 648+ |

### Single
Single cyfrowe
| Rok                                                       | Tytuł      | Najwyższa pozycja | Najwyższa pozycja | Najwyższa pozycja | Album              |
| Rok                                                       | Tytuł      | Circle            | NZ Hot            | US World          | Album              |
| --------------------------------------------------------- | ---------- | ----------------- | ----------------- | ----------------- | ------------------ |
| 2024                                                      | „Meow”     | 30                | 20                | 10                | My Eyes Open VVide |
| 2024                                                      | „Toxic”    | 190               | –                 | –                 | My Eyes Open VVide |
| 2024                                                      | „Body”     | –                 | –                 | –                 | My Eyes Open VVide |
| 2025                                                      | „Hands Up” | 17                | 38                | 9                 | My Eyes Open VVide |
| 2025                                                      | „Drop Top” | 112               | –                 | –                 | My Eyes Open VVide |
| „–” oznacza, że singiel nie był notowany na danej liście. |            |                   |                   |                   |                    |